# Asserradora Boixareu
Asserradora Boixareu és una obra amb elements modernistes i noucentistes de la Pobla de Segur (Pallars Jussà) inclosa a l'Inventari del Patrimoni Arquitectònic de Catalunya.

## Descripció
Els murs de tancament i estructurals són a base de rajol treballat en motllures i altres formes decoratives, completats per ornaments de rajoleta valenciana i pedres rieres de línia modernista. Degut a la reordenació del solar, s'han perdut dues naus adossades, amb façana al carrer de murs resistents de fàbrica de maó, amb arcades de mig punt cegades fins a les impostes. Les encavallades de fusta sostenien la coberta de fibrociment.

## Història
En el 1890 té lloc l'inici del complex fuster per Ramon Mauri i Arnalot. L'any 1928,Ramir Boixareu, industrial i Diputat Provincial i José Ma Boixareu i Areny, fou batlle durant molts anys de progrés de la Pobla de Segur.
En el 1973 Emili Boixareu i Toha era conseller de l'Ajuntament.